# Örgölen
Örgölen är en sjö i Sävsjö kommun i Småland och ingår i Lagans huvudavrinningsområde. Sjön är 0,7 meter djup, har en yta på 0,026 kvadratkilometer och befinner sig 207,2 meter över havet.